# Millom
Millom är en stad och en civil parish i Cumbria i England. Orten har 7 132 invånare (2001). Den har ett slott. Byn nämndes i Domedagsboken (Domesday Book) år 1086, och kallades då Hougun.